# Jiří Kout
Jiří Kout (Praga, 29 de desembre de 1937) és un director d'orquestra txec que actualment és el director en cap de l'Orquestra Simfònica de Sant Gallen i director del Teatre de Sant Gallen.
Procedent de l'est de Praga, Kout va experimentar la influència soviètica des del principi quan va treballar com a director a Plzeň al Divadlo Josefa Kajetána Tyla, on se li va prohibir actuar durant quatre anys. El 1977, va aprofitar un viatge de negocis a Occident per abandonar definitivament la República Txeca.
La carrera de Kout va començar el 1976 amb un càrrec a la Deutsche Oper am Rhein (a Düsseldorf i Duisburg). Després d'això va esdevenir director general de música a l'Òpera de Saarbrücken, on va dirigir el cicle de l'Anell de Wagner (1996-1990). A la Deutsche Oper Berlin i a l'⁣Òpera de Leipzig va substituir espontàniament els col·legues malalts i així va obtenir més compromisos. Es va fer famós amb les seves interpretacions de les obres de Leoš Janáček (com el seu assaig de Jenůfa).
Quan Kout va poder tornar a Praga després de la caiguda del teló d'acer, també va tornar al podi de la Filharmònica Txeca.
Del 2006 al 2013, Kout va dirigir l'⁣orquestra Symfonický hlavního města Prahy FOK.